# مجلس إسرائيل الجميلة

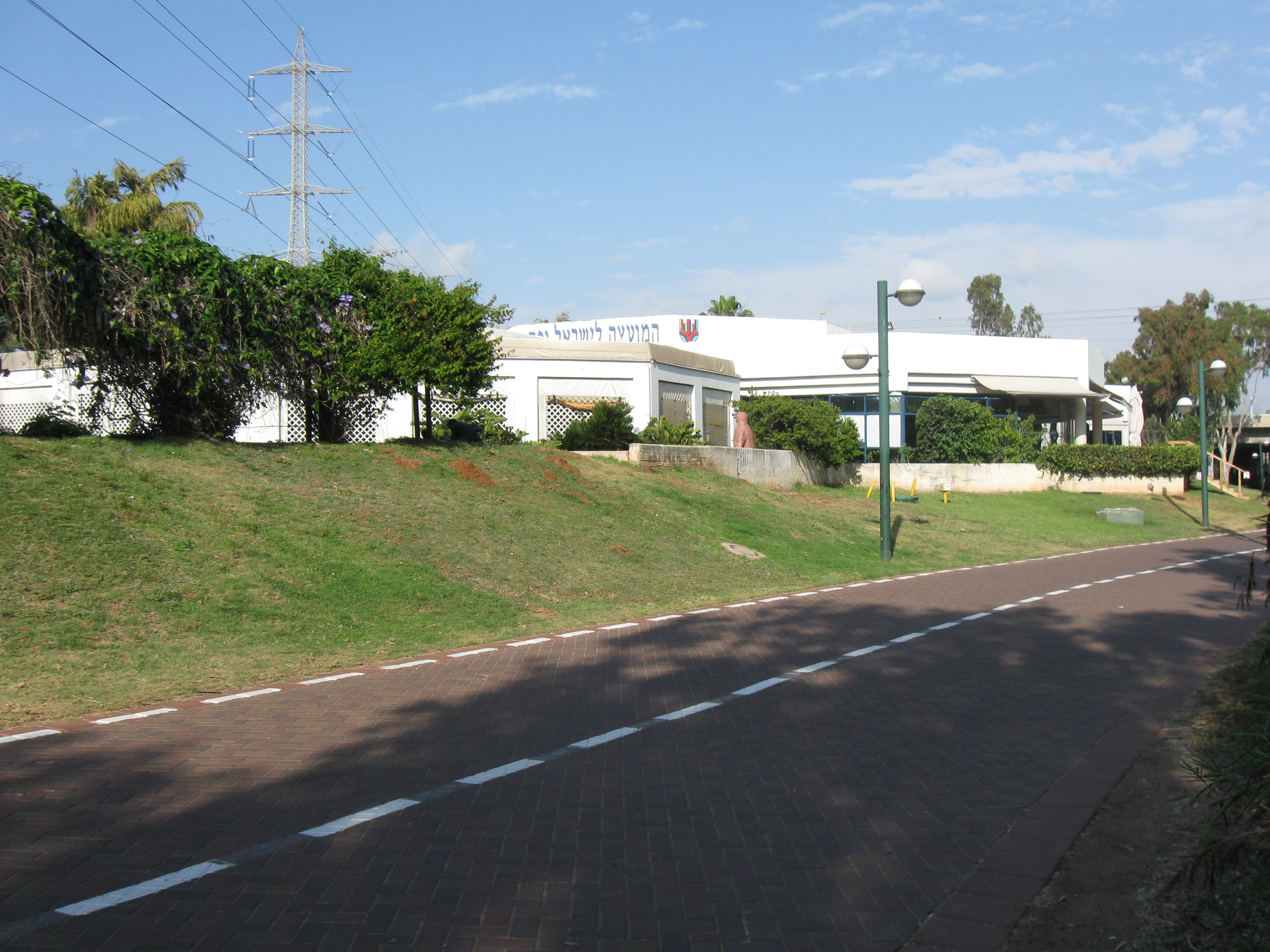
مكتب المجلس في حديقة ياركون

في عام 1968، تم تأسيس مجلس إسرائيل الجميلة، منظمة عامة غير ربحية تهتم بتحسين نوعية الحياة في إسرائيل. تأسست من قبل اللجنة الداخلية للكنيست بقيادة سيدة إسرائيل الأولى هالة هرتصوغ، والتي أصبحت أول رئيس لها.

## النشاط
تركز نشاط المجلس على المجالات التالية:
- التربية البيئية
- العمل البيئي الوطني والمحلي
- مشاريع حضرية خضراء
- المسابقات البيئية

يعتبر المجلس أول منظمة بيئة في إسرائيل.

## مركز القدس التعليمي
في عام 2010، بدأ المجلس ببناء المراكز البيئية والتعليمية في كريات هايلوم، القدس.

## المتطوعين
تتم معظم أنشطة المجلس من قبل 2000 متطوع ملتزم، بمن فيهم الأطفال، المعروفون باسم «حماة إسرائيل الجميلة».

## جائزة ياكير
يتم منح جائزة ياكير كل عام من قبل رئيس إسرائيل لمساهمتها المتميزة في المجتمع اليهودي في إسرائيل، وخاصة في القضايا البيئية والحفاظ على نوعية الحياة في إسرائيل.

## وصلات خارجية
- مجلس إسرائيل الجميلة.
- الصفحة الرسمية للمجلس.
- مشاريع المجلس.